# Caio Cibella de Carvalho
Caio Luiz Cibella de Carvalho (São Paulo, 10 de juliol de 1951) és un advocat, professor universitari i polític brasiler, exministre d'Esport i Turisme.
Abans de ser ministre, va ocupar diversos càrrecs públics, sent que els més importants van ser els de Secretari Nacional de Turisme i Serveis, durant el govern del president Itamar Franco i de president de l'Embratur entre 1995 i 2002. El president Fernando Henrique Cardoso, durant el seu segon mandat, va nomenar-lo ministre d'Esport i Turisme, cartera que va dirigir del 8 de març de 2002 a l'1 de gener de 2003.
Es va graduar en Dret per la Universitat de São Paulo (1976) i va obtenir el doctorat per la mateixa entitat (2009). És professor de l'EAESP de la Fundació Getúlio Vargas.